# Xã Menoken, Quận Burleigh, Bắc Dakota
Xã Menoken (tiếng Anh: Menoken Township) là một xã thuộc quận Burleigh, tiểu bang Bắc Dakota, Hoa Kỳ. Năm 2010, dân số của xã này là 154 người.